# EPIRB

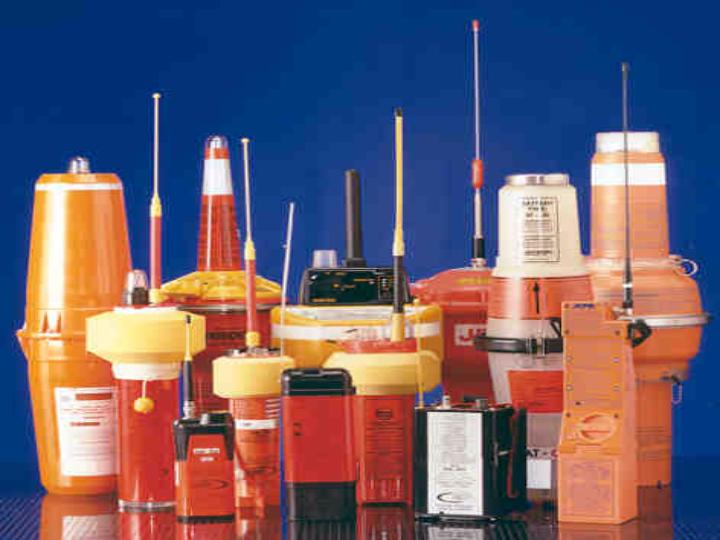
Przykładowe pławy EPIRB

EPIRB (Emergency Position-Indicating Radio Beacon) – rodzaj nadajnika radiowego pozwalającego na ustalenie miejsca położenia w sytuacji zagrożenia. Instalowany jest na statkach, samolotach, ale mogą być używane również przez osoby fizyczne (PLB - Personal Locator Beacon), np. turystów w górach.
Dla statków radiopławy EPIRB są obowiązkowym elementem systemu GMDSS dla wszystkich regionów mórz. EPIRB uaktywnia się w momencie zalania wodą lub ręcznie. Przy pomocy nadajnika radiowego nadaje identyfikator jednostki i (w niektórych systemach) swoją aktualną pozycję, datę i godzinę aktywacji pławy oraz emituje błyskające światło, pozwalając na odnalezienie przybliżonego miejsca katastrofy. EPIRB zazwyczaj jest montowany na otwartym pokładzie statku (np. na skrzydle mostku kapitańskiego) w sposób umożliwiający automatyczne wyczepienie i aktywowanie po zatonięciu statku. Możliwe jest również ręczne wyrzucenie za burtę w przypadku zaistnienia sytuacji kryzysowej. Notowane były wypadki wszczynania procedur ratowniczych przez morskie służby poszukiwania i ratownictwa po zgubieniu EPIRB przez statek w czasie sztormu.
Po 2009 roku weszły do użytku EPIRB wykorzystujące do alarmowania system satelitarny Cospas-Sarsat i nadajnik pracujący na częstotliwości 406 MHz. Nasłuch satelitarny na częstotliwości 121,5 MHz został wyłączony z użytkowania 1 lutego 2009 roku.